# Fritz Schär

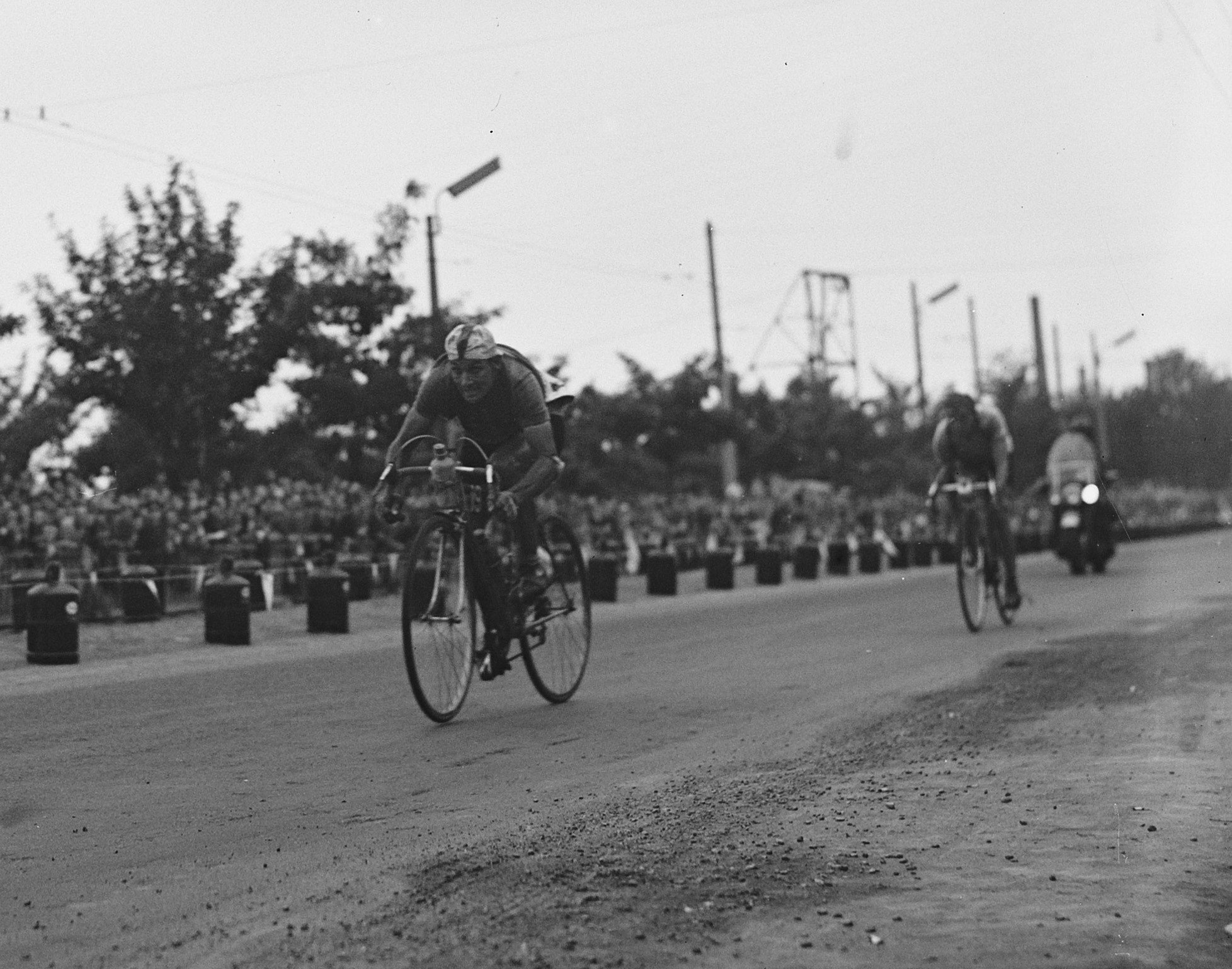
Fritz Schär in de 2e etappe van de Tour de France 1953

Fritz Schär (Kaltenbach (Thurgau), 13 maart 1926 – Frauenfeld, 29 september 1997) was een Zwitsers wielrenner. Hij was een zéér regelmatig renner en een van de sterkste klimmers in de periode na de oorlog. In 1950 droeg hij in de Ronde van Italië 5 dagen de roze trui en in 1951 nog eens twee dagen. In de Tour van 1953 won hij de eerste en de tweede etappe, reed hij zes dagen in de gele trui en werd hij de eerste winnaar van het puntenklassement.
Schär was een tijdgenoot van twee andere toprenners uit Zwitserland: Ferdi Kübler en Hugo Koblet.

## Belangrijkste overwinningen
1947
- Zwitsers kampioen veldrijden, Elite

1949
- Dwars door Lausanne
- Kampioenschap van Zürich
- 8e etappe Ronde van Zwitserland
- Tour du Lac Léman

1950
- Kampioenschap van Zürich
- 14e etappe Giro d'Italia

1951
- 13e etappe deel B Ronde van Duitsland

1952
- 2e etappe Ronde van Zwitserland
- Tour des Quatre-Cantons
- 19e etappe Giro d'Italia

1953
- 1e etappe Tour de France
- 2e etappe Tour de France
- Zwitsers kampioen op de weg, Elite
- 1e etappe Ronde van Zwitserland

1954
- Ronde van Bern

1955
- 1e etappe Ronde van Zwitserland

1956
- 7e etappe Ronde van Zwitserland

## Resultaten in voornaamste wedstrijden
| Jaar | Ronde van Italië | Ronde van Frankrijk | Ronde van Spanje |
| ---- | ---------------- | ------------------- | ---------------- |
| 1948 |                  |                     |                  |
| 1949 | 14e              |                     |                  |
| 1950 | 11e (1)          |                     |                  |
| 1951 | opgave           |                     |                  |
| 1952 | 27e (1)          |                     |                  |
| 1953 | 14e              | 6e (2)              |                  |
| 1954 | 9e               | ↑ (1)               |                  |
| 1955 |                  |                     |                  |
| 1956 | opgave           | opgave              |                  |
| 1958 | opgave           |                     |                  |

| Jaar | Milaan-San Remo | Parijs-Roubaix | Ronde van Lombardije |  | WK op de weg |  | Wereldranglijsten |
| ---- | --------------- | -------------- | -------------------- |  | ------------ |  | ----------------- |
| 1948 |                 |                | ↑                    |  |              |  |                   |
| 1949 |                 |                |                      |  | 21e          |  |                   |
| 1950 | 9e              |                | 73e                  |  |              |  |                   |
| 1951 | 128e            |                |                      |  | 21e          |  |                   |
| 1952 | 7e              | 80e            |                      |  |              |  |                   |
| 1953 |                 |                |                      |  |              |  |                   |
| 1954 |                 | 36e            |                      |  | ↑            |  | 8e (CDC)          |
| 1955 | 71e             |                |                      |  |              |  |                   |
| 1956 |                 |                |                      |  |              |  |                   |
| 1958 |                 |                |                      |  |              |  |                   |